# بوظة بكداش
بكداش يُعد من أشهر المتاجر لبيع البوظة في دمشق. تأسس المتجر نحو عام 1885م في سوق الحميدية بدمشق القديمة. وقد اشتهر بصناعة البوظة الدمشقية، من الحليب البقري الطازج المغطاة بالفستق الحلبي، وبوظة بكداش هي نسيج مرن مصنوع من المصطكى والسحلب، وهي مشهورة في جميع أنحاء الوطن العربي وأصبحت منطقة جذب سياحي شهير في دمشق.
ومن الجدير بالذكر أنهُ قد افتُتِح مطعم بالاسم التجاري «بوظة بكداش» في شارع المدينة المنورة في عمّان، الأردن عام 2013م.